# Eilean nan Gabhar, Loch Craignish
Eilean nan Gabhar är en obebodd ö i Loch Craignish, Argyll and Bute, Skottland. Ön är belägen 5 km från Kilmartin. Toppen på Eilean nan Gabhar ligger 29 meter över havet.